# Cronologia istorică a Timișoarei
Aceasta este o cronologie istorică a Timișoarei

## Atestarea documentară (controversată)
- 1019 - Timișoara (Tibiscum/Tibiskos/Tibiskon/Timbisko/etc.) este menționată pentru prima datâ în documente scrise ale Împăratului Bizantin Basil II
- 1154 - Geograful arab Sarif al Idrisi, în lucrarea sa "Cartea plăcerilor", descrie drumul de la Cavorz (Karlowitz/Sremski Karlovci) la Timișoara, trecând prin Cnez (Satchinez,Knez); acesta declară că Timișoara este "un oraș plăcut...ce oferă mari bogății".
- 1177 - Prima mențiune a Castrului Tymes într-un document medieval.

## Cronologia
- 1241 - Orașul este distrus parțial de către tătari.
- 1307 - Carol I construiește cetatea de piatră
- 1315 - 1323 Timișoara devine reședința lui Carol Robert de Anjou și capitala Regatului Ungariei
- 1323 - Carol I ia parte la o slujbă în biserica Sfântul Gheorghe. Această biserică există și în ziua de azi
- 1342 - Timișoara e menționată pentru prima oară cu titlul de "civitas" (oraș).
- 1370 - Este documentată prima breaslă a meșteșugarilor din Timișoara.
- 1396 - Orașul este punctul de plecare pentru cruciada de la Nicopole.
- 1407 - Pipo de Ozora (Filippo Scolari) devine comite de Timiș.
- 1441 - 1446 comite și conte de Timiș este Iancu de Hunedoara; acesta consolidează, reface și modernizează cetatea
- 1474 - prima atestare documentară a Timișoarei ca și urbe.
- 1478–1494 - Paul Chinezu devine comite de Timiș și Căpitan al Timișoarei.
- 1497 - Pelbart de Timișoara, singurul autor al unui incunabul de pe teritoriul de azi al României, își publică lucrarea în Basel și mai târziu în Hagenau.
- 1510 - Epidemie de ciumă.
- 1514 - Cetatea Timișoara este atacată de armata iobagilor condusă de Gheorghe Doja. Revolta a fost înnăbușită și Gheorge Doja nemilos torturat și executat (împreună cu 40.000–60.000 țărani) în Timișoara.
- 1549 - Se deschide Școala Protestantă din Timișoara înființată de István Kiss din Szeged.
- 1552 - Timișoara e cucerită de Imperiul Otoman și devine capitala vilaietului de Timișoara.
- 1596 - Sigismund Báthory, principe al Transilvaniei, și Mihai Viteazul nu reușesc să captureze cetatea Timișoarei după un asediu care durează 40 de zile.
- 1597 - Paul Karádi înființează o episcopie unitariană la Timișoara.
- 1660 - Istoricul și geograful turc Evlia Celebi vizitează Timișoara. Conform acestuia (în Seyahatname, "Cartea călătoriilor"), localitatea avea peste 36.000 de locuitori (în 10 suburbii—1500 case—în jurul cetății) și garnizoana cetății număra peste 10.000 de soldați. În cetate existau 1200 de case, peste 400 de magazine, 4 băi publice, 3 restaurante și manufacturi, 7 școli.
- 1688 - Estul Banatulu este cucerit de generalul imperial Veterani (născut în Veneția).
- 1688 - Garnizoana cetății se răzvrătește împotriva autorităților otomane.
- 1696 - Trupele imperiale conduse de Frederic August I asediază fără succes Timișoara.
- 1716 - Eugeniu de Savoia cucerește și pune stăpânire pe oraș. Guvernator al Banatului, cu sediul la Timișoara, este numit Claudius Florimund Mercy.
- 1718 - A doua cea mai veche fabrică de bere de pe teritoriul de azi al României;
- 1718 – Deschiderea primei școli elementare din cetate.
- 1722–1726 - Primul val de coloniști germani (Șvabi). Mare parte din meseriași se stabilesc la Timișoara.
- 1723 - Începe construcția în sistem Vauban a noii cetăți, din cărămidă.
- 1728/1771/1783 - Încep săpările și regularizarea canalului Bega.
- 1728 - Se înființează o fabrică de tutun în Timișoara.
- 1729 - Se termină construcția Cazărmii Transilvania, edificiu demolat în anii 1961 - 1965
- 1731 - Se pune piatra de temelie a primăriei germane (azi Primăria Veche).
- 1732 - Timișoara devine reședința episcopiei romano-catolice a diecezei de Cenad.
- 1735 - Prima farmacie.
- 1736 - Începe construcția Domului romano-catolic din Timișoara (finalizat în 1754).
- 1737 - Primul spital, cel al călugărilor mizericordieni.
- 1738–1739 - Epidemie de ciumă. 1/6 din locuitori mor. În memoria victimelor consilierul Deschan a înălțat monumentul din Piața Unirii.
- 1745 – Construcția spitalului municipal.
- 1753 - Prima mențiune a unui teatru permanent în Timișoara. Un grup de actori germani joacă piese de teatru din mai până în noiembrie. Timișoara devine al treile oraș din Imperiu, după Viena și Budapesta cu o stagiune teatrală permanentă.
- 1754 - Se începe construcția reședinței guvernamentale.
- 1758 - Se înființează o școală ortodoxă română.
- 1760 - Timișoara este primul oraș din Imperiu care introduce lămpi pe petrol și seu pentru iluminatul public.
- 1762–1763 - Epidemie de ciumă. În amintire victimelor se înalță monumentul din Piața Libertății.
- 1762 - În Cetate se realizează prima sinagogă a comunității evreiești.
- 1763–1772 - Al doilea val de colonizare germană, sub împărăteasa Maria Tereza.
- 1767 - Orașul este vizitat de împăratul Iosif al II-lea.
- 1771 - Prima tipografie (deținută de Mathäus Heimerl) în cartierul Fabric.
- 1771 – Editarea primului ziar din România și totodată primul ziar german din sud-estul Europei: "Temeswarer Nachrichten”;
- 1773 - Împăratul Iosif al II-lea vizitează din nou orașul.
- 1774 - 13 martie - Primul regulament pentru pompieri din Timișoara și conținea instrucțiuni de prevenire a incendiilor specifice Timișoarei și prevederi privind organizarea intervenției.
- 1775 - Ia ființă Școala Normală de Băieți.
- 1780 - Apare lucrarea Încercare de istorie politică și naturală a Banatului Timișoarei a lui Francesco Griselini, prima monografie a Banatului.
- 1781 - 21 decembrie: decretul împăratului Iosif II prin care Timișoara devine oraș liber regesc.
- 1782–1786 - Al treilea val de coloniști sub împăratul Iosif II.
- 1796 - Se interpretează Flautul fermecat, de Wolfgang Amadeus Mozart la un an după premiera din Viena.
- 1808 - Se organizează poliția civică.
- 1815 – Se înființează biblioteca tipografului Josef Klapka, prima bibliotecă publică de împrumut din Imperiul Austriac;
- 1819 – Pentru prima dată în Europa Centrală, la Timișoara se administrează vaccinul antivariolic;
- 1823 – În noiembrie, la Timișoara, János Bolyai anunță descoperirea primei geometrii neeuclidiene din lume.
- 1831 - 1832 Epidemie de holeră. Se înregistrează 1361 de decese.
- 1846 - Compozitorul și pianistul Franz Liszt poposește la Timișoara și susține 3 concerte în clădirea teatrului
- 1846 - Se constituie Prima Casă de Păstrare din Timișoara.
- 1847 – În curtea fabricii de bere are locul primul concert în afara Vienei al lui Johann Strauss II, fiul;
- 1849 - Între 26 aprilie și 8 august, Timișoara este asediată de forțele revoluționare maghiare (cel mai lung asediu).
- 1849 - 1860 Timișoara este capitală a noii provincii imperiale Banatul Timișan și Voivodina Sârbească.
- 1852 - Timișoara este legată de Viena printr-o linie electrică de telegraf. Aceasta este prima linie de telegraf de pe actualul teritoriu al României.
- 1854 - Se inaugureză serviciul telegrafic.
- 1855 – Primul oraș al Monarhiei Habsburgice cu străzile iluminate cu gaz.
- 1855 - 9 februarie: "Traviata" de Giuseppe Verdi îm premieră la Timișoara.
- 1857 - Inaugurarea primei căi ferate din Câmpia Banatului: Szeged–Kikinda–Jimbolia–Timișoara, 112 km. Călătoria de la Timișoara la Budapesta dura 26 ore iar de la Timișoara la Viena 36 de ore. Se deschide prima gară din Timișoara.
- 1857, 1 noiembrie - Se introduce iluminatul public cu gaz.
- 1866 - Alexandru Ioan Cuza poposește în Timișoara în drumul său spre exil. este cazat la Hotelul "Trompetistul".
- 1867 - În 5 februarie s-a încheiat acordul austro-ungar privind crearea statului dualist Austro-Ungaria, Banatul este încorporat Ungariei.
- 1869 - Primul tramvai tras de cai pe un traseu lung de 6,6 km.
- 1869, 7 februarie - se întrunește la Timișoara Conferința Națională a Românilor din Ungaria.
- 1869, 22 august au fost înființate brigăzi de pompieri voluntari în cartierele Iosefin, Elisabetin și Fabric
- 1870 - Se construiește primul pod metalic, podul Bem, peste Canalul Bega. La acea vreme existau în Timișoara, 71 de poduri numai peste Bega.[necesită citare]
- 1871 - Se înființează Societatea filarmonică din Timișoara.
- 1872 - Începe construcția clădirii teatrului nou (terminată în 1875, după proiectele unui birou de proiectare din Viena.
- 1872, 1 mai - apare primul cotidian editat în limba maghiară, "Temesi Lapok".
- 1879 - Încep lucrările la prima rețea de telefon (primii 52 de abonați). Rețeaua a fost construită ca o firmă privată de către Ignațiu Leyritz.
- 1879 - 15 septembrie: Are loc un recital al lui Johannes Brahms și Joseph Joachim.
- 1883 - 5 iunie: Se lansează trenul Orient Express care traversează Banatul prin: Szeged–Kikinda–Jimbolia–Timișoara–Caransebeș–Orșova.
- 1884, 12 noiembrie – Primul oraș de pe continentul european cu străzile iluminate electric, cu 731 de lămpi;
- 1886 - Se înființează primul serviciu de Ambulanță din Timișoara.
- 1891 - Se deschide primul muzeu permanent din Timișoara.
- 1895 – Prima stradă asfaltată de pe teritoriul actual al României.[necesită citare]
- 1896 - Se pune piatra de temelie a Bisericii "Millenium" din cartierul Fabric.
- 1897 - Primele spectacole cinematografice.
- 1899 - 1902 - Se dărâmă o parte din fortificațiile cetății.
- 1899 – Primul tramvai electric de pe teritoriul actual al României.
- 1899 - 25 iunie: Are loc prima partidă de fotbal din oraș, între elevii Liceului Piarist conduși de profesorul de gimnastică Carol Müller
- 1905 -  a început lucrările primului sediu modern al pompierilor din Timișoara(Iosefin) și a fost inaugurată la 1 iunie 1906. Aceasta dispunea de un turn de veghe drept loc de observare al pompierilor pentru apărarea împotriva incendiilor
- 1906 - Parohia română unită din Timișoara primește Biserica veche din Fabric
- 1907 - Zidurile vechii cetăți sunt dărâmate pentru a permite extinderea orașului.
- 1918 - 31 octombrie: Proclamarea Republicii Bănățene, stat independent.
- 1918 - 15 noiembrie: Armata sârbă intră în oraș.
- 1918 - 3 decembrie: Armatele coloniale franceze sosesc în oraș pentru a evita orice posibil conflict între Serbia și România.
- 1919 - 28 iulie: Se instaurează administrația română. Banatul este împărțit între România (2/3) și Serbia (1/3).
- 1919 - 3 august: Armata română intră în Timișoara.
- 1920 - Teatrul este mistuit de un incendiu. Va fi reconstruit și redeschis îm 1928.
- 1920 - Se deschide Politehnicul din Timișoara.
- 1921 - Primele concerte ale lui George Enescu în Timișoara.
- 1921-1927 - Echipa de fotbal "Chinezul" din Timișoara devine campioană a României la fotbal pentru 6 campionate consecutive.
- 1926 - Este inaugurata în centrul orașului statuia "Lupoaica", un cadou din partea autorităților italiene..
- 1928 - Se înființează "Ripensia", primul club de fotbal profesionist din România.
- 1930 - Are loc un recensământ național. Timișoara are 91.866 de locuitori și este al șaptelea oraș ca mărime din România (26% români, 30% unguri, 30% germani, 8% evrei).
- 1936 - Începe construcția Catedralei Ortodoxe.
- 1936 -  Primarul orașului a cerut Comandamentului Pompierilor Militari înlocuirea pompierilor comunali cu pompieri militari și ia ființă Compania de Pompieri Militari Timișoara. Conform legii primăria predă spre folosință cazărmile, mașinile și uneltele, care aparținut acestuia, iar pompierii din Timișoara vor fi militarizați pe data de 1 iunie;
- 1938 – În premieră mondială, prima mașină de sudat șine de cale ferată și tramvai, invenție a prof. Corneliu Micloși;
- 1944 - 16 iunie–17 iunie: orașul este bombardat pentru prima dată de către Forțele Aeriene Regale ale Marii Brianii.
- 1944 - 3 iulie: orașul este bombardat din nou de către Forțele Aeriene Americane.
- 1944 - 12 septembrie: armata sovietică intră în oraș.
- 1945 - Se pun bazele primului grup teatral român.
- 1946 - Se înființează Opera Română și primul spectacol se ține în aprilie 1947, cu piesa "Aida" de Giuseppe Verdi.
- 1953 - Se înființează Teatrul Maghiar de Stat și Teatrul german de Stat. Timișoara devine astfel primul oraș din Europa cu un teatru de stat în 3 limbi diferite.
- 1955 - Începe emisia postului Radio Timișoara.
- 1968 - Pe plan național s-a renunțat la structurile administrativ teritoriale pe raioane si regiuni si s-a revenit la cea a județelor și se înființează Grupul de Pompieri „Banat” al Jud. Timiș.
- 1969 - MECIPT-1, primul computer românesc civil este construit la Timișoara.
- 1970 - Se inaugurează Spitalul Clinic Județean de Urgență Timișoara, cea mai mare unitate spitalicească din vestul țării.
- 1984 - Are loc la Timișoara cel mai mare concert din România. Lepa Brena susține un concert pe Stadionul 1 Mai (actual Dan Păltinișanu) în fața a peste 50.000 de spectatori.
- 1986 - Se deschid Parcul Botanic și Grădina Zoologică.
- 1989 - 16 decembrie: La Timișoara începe Revoluția împotriva regimului comunist al lui Nicolae Ceaușescu. Pe 20 decembrie, Timișoara este declarat primul oraș liber de comunism din România. Au murit 1.104 de oameni și 3.352 au fost răniți.
- 1992 - Viorel Oancea este ales primar al Timișoarei.
- 1992 - Primele intervenții chirurgicale laparoscopice în ginecologie și primele operații plastice mamare cu proteza (colaborare cu Clinica de Ginecologie, Heidelberg);
- 1993 - Prima histerectomie totală pe cale laparoscopică (colaborare cu Clinica din Kiel);
- 1995 - Realizarea fertilizării in vitro și a embriotransferului uman în România; înființarea primului Centru de Laparoscopie, Chirurgie laparoscopica și Fertilizare in vitro, Timisoara;
- 1996 - Nașterea primului copil conceput in vitro, în România și realizarea primului copil prin embriotransfer la mama purtătoare, realizată de echipa profesorului Ioan Munteanu;
- 1996 - 16 septembrie: La Timișoara este semnat tratatul bilateral de prietenie și bună vecinătate între România și Ungaria, cunoscut ca Tratatul de la Timișoara;
- 2001 – Prima operație pe inimă, cu laser, din România;
- 2001 – Organizarea primei audieri publice în România, de către Consiliul Local Timișoara;[necesită citare]
- 2002 – Introducerea în premieră națională a sistemului de plată a taxelor și impozitelor prin Internet.
- 2003 – Primul transplant de celule stem hematopoietice, în vederea regenerarea mușchiului cardiac la un pacient cu infarct miocardic întins (prima din Europa de Est, echipa prof. dr. Ștefan I. Drăgulescu)
- 2008 - Încep lucrările de ecologizare și decolmatare a Canalului Bega care eu ca scop redeschiderea navigației, acest lucru aducând Timișoarei statutul de port fluvial.